# Nomain
Nomain település Franciaországban, Nord megyében. Lakosainak száma 2618 fő (2022. január 1.). Nomain Genech, Orchies, Templeuve, Aix-en-Pévèle, Auchy-lez-Orchies, Cappelle-en-Pévèle, Landas és Mouchin községekkel határos.

## Népesség
A település népességének változása:
| Lakosok száma | 2473 | 2474 | 2531 | 2521 | 2544 | 2549 | 2569 | 2585 | 2618 |
|               | 2013 | 2015 | 2016 | 2017 | 2018 | 2019 | 2020 | 2021 | 2022 |